# Stefanie
Stefanie (auch Stephanie) ist die weibliche Form des Vornamens Stefan (bzw. Stephan), der im Altgriechischen Στέφανος „Kranz“; „Krone“ („der Bekränzte“ oder „der Gekrönte“) bedeutet. Bei den späteren Namensträgern ist jedoch fast immer ein Bezug auf einen der Heiligen dieses Namens anzunehmen.

## Namenstage
- 2. Februar Stefano Bellesini, seliggesprochener Priester
- 16. August König Stephan I. von Ungarn, Nationalheiliger
- 26. Dezember Stephanitag oder Stephanstag als Fest des Heiligen Stephanus, des ersten christlichen Märtyrers
- 27. Dezember (Agiou Stefanou) griechisch-orthodoxer Feiertag des ersten Märtyrers

## Verbreitung
Die Verbreitung des Namens Stefanie hatte in Deutschland während der 1960er Jahre stark zugenommen. In den 70er und 80er Jahren gehörte der Name durchweg zu den zehn am häufigsten vergebenen weiblichen Vornamen in Deutschland und war Anfang der 80er sogar einige Male auf Platz eins der Häufigkeitsstatistik. Seit Anfang der 90er hat seine Popularität kontinuierlich abgenommen, so dass seine Häufigkeit mittlerweile wieder auf das Niveau der 50er Jahre abgesunken ist. In Österreich war er in den 80er und 90er Jahren zeitweise einer der drei häufigsten Vornamen.

## Namensvarianten
- in diversen Schreibweisen Steffi, Stephania, Stefka und Stefanida.

## Namensträgerinnen

### Vorname

#### Stefanie
- Stefanie Anhalt (* 1968), deutsche Hörfunkmoderatorin
- Stefanie Anthes (* 1986), deutsche Wasserspringerin
- Stefanie Averbeck-Lietz (* 1967), deutsche Kommunikationswissenschaftlerin
- Stefanie Becker (* 1982), deutsche Fußballspielerin
- Stefanie Bielmeier (* 1954), deutsche Schriftstellerin und Kunsthistorikerin
- Stefanie Draws (* 1989), deutsche Fußballspielerin
- Stefanie Dums (1974–2020), deutsche Fußballspielerin
- Stefanie Egger (* 1987), italienische Handballspielerin
- Stefanie Enzinger (* 1990), österreichische Fußballspielerin
- Stefanie Fleckenstein (* 1997), kanadische Skirennläuferin
- Stefanie Giesinger (* 1996), deutsches Model
- Stefanie Gottschlich (* 1978), deutsche Fußballspielerin
- Stephanie Graf (* 1973), österreichische Leichtathletin
- Stefanie Graf (* 1969), deutsche Tennisspielerin, siehe Steffi Graf
- Stefanie Grob (* 1975), Schweizer Autorin und Slam-Poetin
- Stefanie Grob (* 2004), Schweizer Skirennfahrerin
- Stefanie Heinzmann (* 1989), Schweizer Popsängerin
- Stefanie Hertel (* 1979), deutsche Schlagersängerin, Fernsehmoderatorin und Musicaldarstellerin
- Stefanie Hiekmann (* 1990), deutsche Foodjournalistin und Kochbuchautorin
- Stefanie Hiß (* 1974), deutsche Soziologin
- Stefanie Kammer (* 1981), deutsche Ingenieurin und Filmrequisiteurin
- Stefanie Kemme (* 1973), deutsche Juristin
- Stefanie van de Kerkhof (* 1971), deutsche Historikerin und Hochschullehrerin
- Stefanie Klee (* 1982), deutsche Pflegeheimleiterin und Politikerin
- Stefanie Kloß (* 1984), deutsche Sängerin und Frontfrau der Band Silbermond
- Stefanie Koch (* 1981), deutsche Skibergsteigerin
- Stefanie Lamp (* 1989), österreichische Politikerin (SPÖ)
- Stefanie Lindstaedt (* 1968), deutsch-österreichische Informatikerin
- Stefanie Mirlach (* 1990), deutsche Fußballspielerin
- Stefanie Ofner (* 1988), österreichische Politikerin (ÖVP)
- Stefanie Powers (* 1942), US-amerikanische Schauspielerin
- Stefanie Rohner (* ≈1959), Schweizer Spieleautorin
- Stefanie Sanders (* 1998), deutsche Fußballspielerin
- Stefanie Sargnagel (* 1986), österreichische Autorin und Künstlerin
- Stefanie Schmid (* 1972), deutsche Schauspielerin
- Stefanie Sixt (* 1973), deutsche Vertreterin der Videokunst
- Stefanie Stappenbeck (* 1974), deutsche Schauspielerin
- Stefanie Sycholt (* 1963), südafrikanische Regisseurin, Produzentin und Drehbuchautorin
- Stefanie Theis (* 1956), deutsche Juristin
- Stefanie Tücking (1962–2018), deutsche Fernseh- und Radiomoderatorin
- Stefanie Unruh (* 1959), deutsche Künstlerin
- Stefanie Werger (* 1951), österreichische Sängerin
- Stefanie Wiegel (* 1990/91), Skating- und Snowboard-Athletin der Special Olympics
- Stefanie Zweig (1932–2014), deutsche Schriftstellerin

#### Stéfanie
- Stéfanie Prezioso (* 1969), Schweizer Historikerin und Politikerin

#### Stefani
- Stefani Germanotta (* 1986), Künstlername: Lady Gaga, amerikanische Sängerin und Schauspielerin
- Stefani Legall (* 1967), deutsche Volleyballspielerin
- Stefani Morgan (* 1985), US-amerikanische Pornodarstellerin
- Stefani Popowa (* 1993), bulgarische Biathletin
- Stefani Stoewa (* 1995), bulgarische Badmintonspielerin
- Stefani Webb (* 2005), australische Tennisspielerin
- Stefani Werremeier (* 1968), deutsche Ruderin

#### Stephanie
- Stephanie von Milly († ≈1197), Herrin von Oultrejordain
- Stephanie von Hohenzollern-Sigmaringen (1837–1859), Königin von Portugal
- Stephanie von Belgien (1864–1945), Kronprinzessin von Österreich-Ungarn

- Stephanie Aeffner (1976–2025), deutsche Politikerin (B90/Grüne), MdB
- Stephanie Allen (* 1991), britische Sängerin und Rapperin, siehe Stefflon Don
- Stephanie Baczyk (* 1986), deutsche Sportjournalistin und -reporterin
- Stephanie Brungs (* 1989), deutsche Sportjournalistin und Moderatorin
- Stephanie Brunner (* 1994), österreichische Skirennläuferin
- Stephanie Gehrlein (* 1982), deutsche Tennisspielerin
- Stephanie Goddard (* 1988), deutsche Fußballspielerin
- Stephanie Graf (* 1973), österreichische Leichtathletin
- Stephanie zu Guttenberg (* 1976), deutsche Präsidentin der Kinderschutzorganisation „Innocence in Danger“
- Stephanie Haiber (* 1973), deutsche Fernsehmoderatorin
- Stephanie Hardt (* 1976), deutsche Kamerafrau
- Stephanie Hwang (* 1989), bekannt als Tiffany Young, koreanisch-US-amerikanische Sängerin
- Stephanie Jones (* 1972), deutsche Fußballspielerin, siehe Steffi Jones
- Stephanie Kämmer (* 1977), deutsche Schauspielerin
- Stephanie Laier (* 1985), deutsche Motorradrennfahrerin
- Stephanie Leonidas (* 1984), britische Schauspielerin
- Stephanie de Lima (* 1988), kanadische Wasserspringerin
- Stephanie Lohr (* 1983), deutsche Politikerin
- Stephanie Metz (* 1987), deutsche Archäologin und Archäoinformatikerin
- Stephanie Mittermaier, deutsche Lebensmitteltechnologin
- Stephanie Mohr (* 1972), österreichische Theaterregisseurin
- Stephanie Puls (* 1980), deutsche Journalistin und TV-Moderatorin
- Stephanie Sloan (* 1952), kanadische Freestyle-Skierin
- Stephanie Stumph (* 1984), deutsche Schauspielerin und Fernsehmoderatorin
- Stephanie Ullrich (* 1984), deutsche Fußballspielerin
- Stephanie Zimbalist (* 1956), US-amerikanische Schauspielerin

#### Stéphanie
- Stéphanie von Monaco (* 1965), monegassische Prinzessin und Sängerin
- Stéphanie von Luxemburg (* 1984), Frau des luxemburgischen Erbgroßherzogs Guillaume

- Stéphanie de Beauharnais (1789–1860), Adoptivtochter Napoleons und Großherzogin von Baden
- Stéphanie Berger (* 1977), Schweizer Schauspielerin, Fernsehmoderatorin, Sängerin und Komikerin
- Stéphanie Blanchoud (* 1981), belgisch-schweizerische Schauspielerin und Autorin
- Stéphanie Bouvier (* 1981), französische Shorttrackerin
- Stéphanie Bru (* 1973), französische Architektin, Universitätsprofessorin und Mitgründerin von Bruther
- Stéphanie Chuat (* 1970), Schweizer Schauspielerin, Filmregisseurin und Drehbuchautorin
- Stéphanie Clément, französische Illustratorin und Regisseurin
- Stéphanie Cohen-Aloro (* 1983), französische Tennisspielerin
- Stéphanie Crayencour (* 1983), belgische Schauspielerin und Sängerin
- Stéphanie Di Giusto, französische Fotografin und Filmregisseurin
- Stéphanie Dubois (* 1986), kanadische Tennisspielerin
- Stéphanie Elbaz, französische Pianistin
- Stéphanie Foretz (* 1981), französische Tennisspielerin
- Stéphanie Frappart (* 1983), französische Fußballschiedsrichterin
- Stéphanie Groß (* 1974), deutsche Ringerin und Judoka
- Stéphanie zu Hohenlohe-Waldenburg-Schillingsfürst (1891–1972), Spionin im Dienste des nationalsozialistischen Deutschlands
- Stéphanie Kuder (1910–1986), französische Widerstandskämpferin
- Stéphanie Loeuillette (* 1992), französische Tischtennisspielerin
- Stéphanie de Montaneis (bl. 13. Jh.), Tochter des Lyoner Arztes Étienne de Montaneis, von ihm als Ärztin ausgebildet
- Stéphanie Mörikofer (* 1943), habilitierte Schweizer Biochemikerin und FDP-Politikerin
- Stéphanie Mourou-Vikström (* 1970), monegassische Juristin und Richterin am Europäischen Gerichtshof für Menschenrechte
- Stéphanie Mugneret-Béghé (* 1974), französische Fußballspielerin und -trainerin
- Stéphanie Öhrström (* 1987), schwedische Fußballspielerin
- Stéphanie Possamaï (* 1980), französische Judoka
- Stéphanie St-Pierre (* 1985), kanadische Freestyle-Skierin
- Stéphanie de Tascher de La Pagerie (1788–1832), durch Heirat mit Prosper Ludwig von Arenberg eine Herzogin von Arenberg-Meppen und Aarschot
- Stéphanie Van Bree (* 1986), belgische Volleyball- und Beachvolleyballspielerin
- Stéphanie Visscher (* 2000), niederländische Tennisspielerin
- Stéphanie Volle (* 1979), französische Volleyballspielerin
- Stéphanie Vuichard (* 1989), Schweizer Politikerin (ALG/Grüne)
- Stéphanie Wendlinger (* 1980), französische Fußballspielerin
- Stéphanie Yon-Courtin (* 1974), französische Juristin und Politikerin (LR, LREM)
- Stéphanie Nicole Zanga (* 1969), kamerunische Leichtathletin

#### Stephania
- Stephania Guillemin (* 1977), französische Bogenbiathletin
- Stephania Haralabidis (* 1995), griechisch-amerikanische Wasserballspielerin

### Künstlername
- Stephanie (* 1987), südkoreanische Sängerin
- Stephanie (* 1990), österreichische Sängerin

## Stephanie als Familienname
- Anna Stephanie (1751–1802), österreichische Theaterschauspielerin
- Christian Gottlieb Stephanie (1733–1798), österreichischer Schauspieler und Dramatiker
- Johann Gottlieb Stephanie (1741–1800), österreichischer Schauspieler und Opernlibrettist
- Wilhelmine Stephanie (1786–1843), österreichische Theaterschauspielerin, siehe Wilhelmine Korn